# Abstraktionsprincipen
Abstraktionsprincipen är en princip inom mängdteorin som handlar om hur vi får bilda mängder. Abstraktionsprincipen säger att vi för varje egenskap A kan bilda mängden av alla objekt som har denna egenskap.
Beteckningen {x : A(x)} betyder mängden av alla x som har egenskapen A. Om till exempel egenskapen G är egenskapen att vara grön så är {x : G(x)} mängden av alla gröna objekt. 
Trots sin vid första anblicken uppenbara enkelhet och självklarhet är abstraktionsprincipen falsk i mängdteorin, då den ger upphov till Russells paradox. Man kan alltså inte ha abstraktionsprincipen som ett axiom i en mängdteori, det skulle göra teorin motsägelsefull. I en axiomatisk mängdteori som ZFC byter man istället ut abstraktionsprincipen mot det något mer begränsande delmängdsaxiomet.